# Mullus
Mullus è un genere di pesci tropicali perciformi; prediligono l'acqua salmastra; appartengono alla famiglia delle Mullidae (volgarmente note come triglie); cinque specie sono riconosciute in questo genere.

## Specie
- Mullus argentinae Hubbs & Marini, 1933.
- Mullus auratus Jordan & Gilbert, 1882.
- Mullus barbatus barbatus Linnaeus, 1758.
- Mullus barbatus ponticus Essipov, 1927.
- Mullus surmuletus Linnaeus, 1758